# 雷州民系
雷州民系，又稱雷州人，是指分佈在雷州半島並以雷州話為母語的閩民系，主要集居於中國廣東省湛江市及周邊一帶。
今日的雷州民系發源自福建，尤其是莆田地區。南宋末期，由於元朝侵略南宋，宋端宗趙昰南下逃亡福州，各地閩人尤其是興化民系多起兵抗元，大量兴化人南下到雷州半岛。参知政事兼权知枢密院事陈文龙，与其叔父陈瓒在兴化府（今福建省莆田市）倾尽家产募兵抗元，兵败被俘。此后，陈瓒之子陈若水被南宋丞相张世杰召为督府架阁，陈文龙的子孙陈八宣、陈汝楫，亦率兴化府的民众及义兵跟随来到雷州，辅佐南宋朝廷。
1279年，南宋在崖山海战中灭亡，宋少帝趙昺以及丞相张世杰、陆秀夫皆死。兴化移民者和义兵散居广东南部的吴川、化州、雷州一带，以及海南岛的某些沿海地区。遷到雷州半島一帶的兴化人與本地原居民融合，形成了後來的雷州闽民系。
雷州民系与海南民系和興化民系都有渊源，不过由於當地的地理環境和其他因素，雷州人已發展出其獨具特色的雷州文化。雷州人刚毅果敢，求真务实，淳朴重义，形成特有的直性子和急脾气。

## 分布
雷州人主要分布在湛江市雷州、遂溪、徐闻、麻章區、霞山區、赤坎區、東海島、吳川市的覃巴、兰石、王村港三個區域，廉江市的横山、河堤、龙湾3个区及新民、营仔的部分乡村、坡头麻斜南山等县、区乡镇，茂名市电白区和阳江市阳西县部分乡镇等地。人口大約450多万 （不包括广府人和蜑家人）。

## 文化
- 雷祖祠[1]
- 雷州石狗[1]

## 名人
- 鄚玖（1655年－1735年），雷州海康人，柬埔寨華僑，後為越南河僊鎮總兵。
- 陈瑸（1656年－1718年），雷州府海康縣人，清代初年福建巡撫、閩浙總督。
- 鄚天賜（1700年－1780年），又名莫士麟，越南華僑，河僊鎮都督。
- 烏石二（1765年－1810年），又名麥有金，清朝中葉華南海盜首領。
- 丁宗洛（1771年－1841年），雷州府海康縣人，清代學者。
- 李浴日（1908年－1955年），中華民國近代著名軍事學家。
- 辛世文 (1942年-），农业生物技术专家，香港中文大學善衡书院院长。
- 呂良偉（1956年－），香港男演員。

1. 1 2  .   [2021-02-21]. （原始内容存档于2021-03-09）.